# Sibynomorphus williamsi
Sibynomorphus williamsi là một loài rắn trong họ Rắn nước. Loài này được Carillo De Espinoza mô tả khoa học đầu tiên năm 1974.